# 科爾馬歌劇院

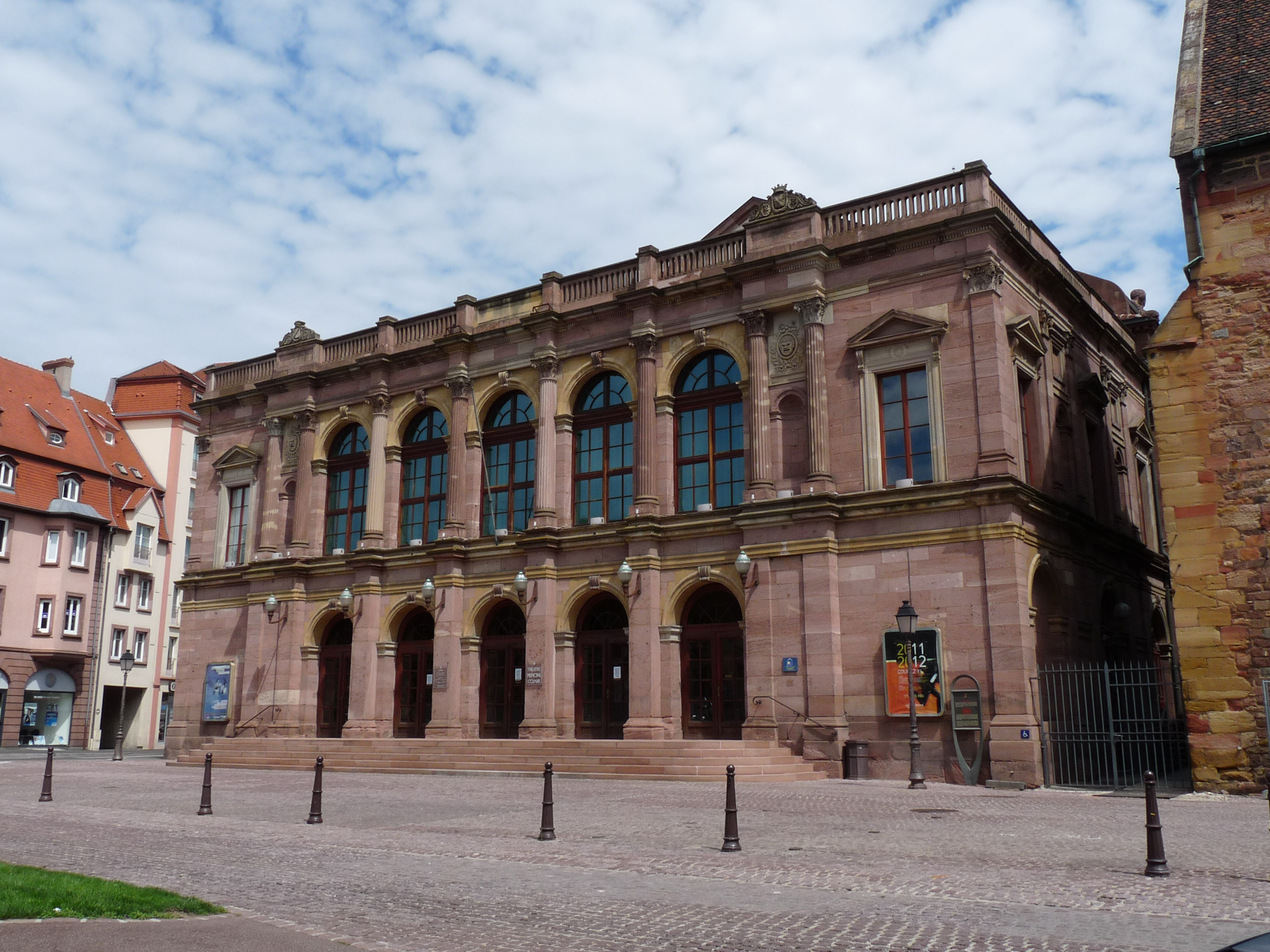
科爾馬歌劇院

科爾馬歌劇院（法語：Théâtre municipal de Colmar) 是位於法國城市科爾馬的一座歌劇院。歌劇院為意大利風格建築，內有三個畫廊。歌劇院修建於1847年至1849年期間。

## 外部連結
- Officiel site （页面存档备份，存于）